# Memorando de la Academia de las Artes y de las Ciencias de Serbia

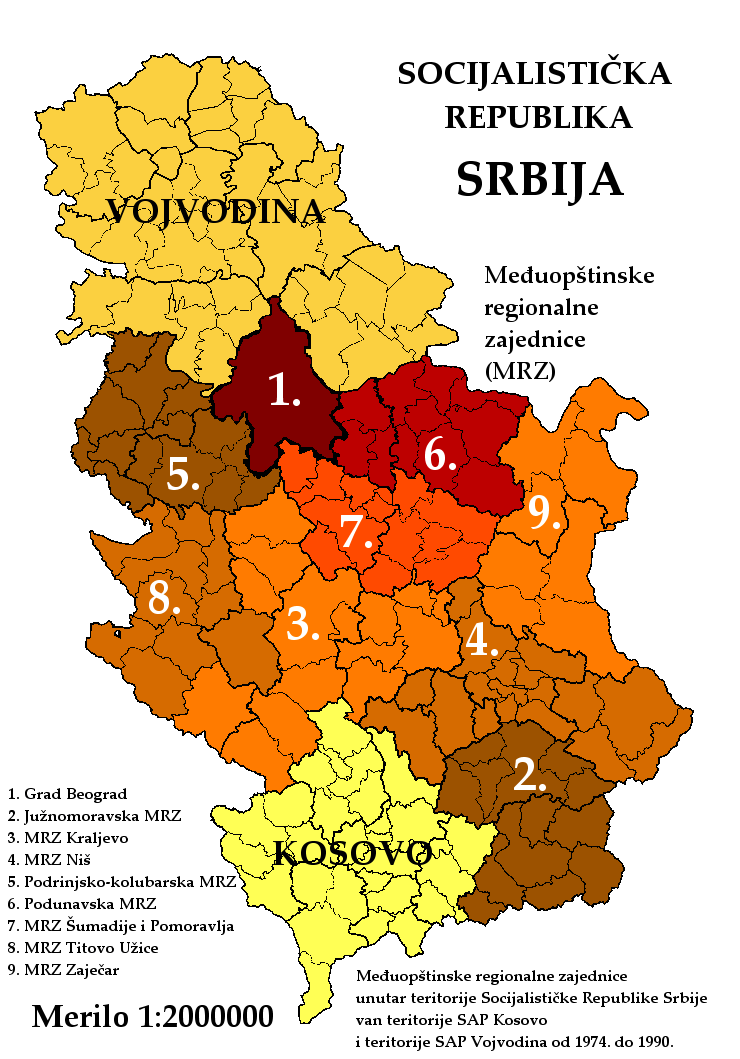
Comunidades regionales intermunicipales de la República Socialista de Serbia fuera de la Provincia Autónoma de Kosovo y de la Provincia Autónoma de Vojvodina que existieron desde 1974 hasta 1990.

El Memorando de la Academia Serbia de Ciencias y Artes o Memorando SANU es un documento de proyecto elaborado entre 1985 y 1986 por un comité de la Academia de las Artes y de las Ciencias de Serbia. En septiembre de 1986, el proyecto fue publicado por partes en el diario Vecernje Novosti.

## Características
El Memorando de inmediato se hizo muy conocido en Yugoslavia, pues ponía sobre la mesa concepciones divergentes de la idea de nación y abogaba por una reorganización fundamental del Estado. Su principal afirmación era que la descentralización llevaba a la desintegración de Yugoslavia y que los serbios habían sido discriminados por la estructura constitucional de Yugoslavia.
El Memorando fue denunciado oficialmente en 1986 por el gobierno de la República Federal Socialista de Yugoslavia y el gobierno de la República Socialista de Serbia por incitar al nacionalismo. Algunos lo consideran un momento clave en el proceso de disolución de Yugoslavia, viéndolo como un paso más hacia lo que finalmente serían las Guerras Yugoslavas.